# Microsarotis
Microsarotis is een geslacht van vlinders van de familie bladrollers (Tortricidae), uit de onderfamilie Olethreutinae.

## Soorten
- M. lucida (Meyrick, 1916)
- M. palamedes (Meyrick, 1916)
- M. pauliani Diakonoff, 1988